# Veyre-Monton
Veyre-Monton är en kommun i departementet Puy-de-Dôme i regionen Auvergne-Rhône-Alpes i centrala Frankrike. Kommunen ligger i kantonen Veyre-Monton som tillhör arrondissementet Clermont-Ferrand. År 2022 hade Veyre-Monton 3 698 invånare.

## Befolkningsutveckling
Antalet invånare i kommunen Veyre-Monton
| Referens: INSEE |